# Нете
Нете (нем. Nethe) — река в Германии, протекает по земле Северный Рейн-Вестфалия. Длина реки — 50,3 км. Площадь бассейна реки составляет 460,448 км². Приток Везера.
Река начинается в деревне Нойенхерзе на высоте 290 метров над уровнем моря. Вблизи истока на реке расположен пруд Нетестаузе (высота водного зеркала — 263,3 метра). Протекает сначала на юго-восток через город Виллебадэссен, затем на северо-восток через Ниэзен, Сиддэссен, Бракель, Эркельн, Нембзен, Оттберген, Амелунксен и Годельхейм. Впадает в Везер напротив Бофцена на высоте около 92 метров над уровнем моря.

## Притоки
Объекты перечислены по порядку от устья к истоку.
- 5,1 км: Амелунксен-Бах[3][2] (пр)
- 9 км: Зилбербах[3][2] (пр)
- 12,8 км: Хембзер-Грунд[3][2] (лв)
- 16,1 км: Вогельзангбах[3][2] (пр)
- 19,2 км: Брухт[3][2] (лв)
- 21,6 км: А[3][2] (лв)
- 25,2 км: Зиксбах[3][2] (пр)
- 27,4 км: Эзе[3][2] (лв)
- 33,4 км: Тауфнете[3][2] (пр)
- 37,5 км: Хельмерте[3][2] (пр)
- 39,2 км: Клейне-Хольц[3][2] (лв)
- 42,3 км: Ханенбах[3] (пр)
- 42,8 км: Рикебах[3][2] (пр)
- 43,9 км: Эггеквелле[3][2] (пр)
- 45,2 км: Хеерзер-Брухграбен[3][2] (пр)
- 50,2 км: Зильбербах[3][2] (пр)